# Бергер, Сэнди
Сэмюел Ричард «Сэнди» Бергер (англ. Samuel Richard «Sandy» Berger; 28 октября 1945, Миллертон, штат Нью-Йорк — 2 декабря 2015, Вашингтон) — советник президента США по национальной безопасности в период второго президентства Билла Клинтона (1997—2001).

## Биография
В 1967 году окончил Корнеллский университет, в 1971 — школу права Гарвардского университета. В 1971—1972 годах состоял ассистентом по законодательству демократического сенатора от Айовы Харольда Хьюза и республиканца Джозефа Резника (от штата Нью-Йорк). В 1972 году участвовал в качестве спичрайтера в президентской предвыборной кампании Джорджа Макговерна (тогда же познакомился с партийным организатором штата Техас Биллом Клинтоном) и являлся специальным помощником мэра Нью-Йорка Джона Линдси. С 1973 по 1977 год — юрист в фирме Hogan and Hartson, с 1977 по 1980 год работал в Государственном департаменте, с 1981 по 1992 — вновь в Hogan and Hartson.
В 1968 году был активистом движения против Вьетнамской войны, участвовал в президентских предвыборных кампаниях Роберта Кеннеди и Юджина Маккарти, а в Государственном департаменте времён администрации Джимми Картера был заместителем Энтони Лейка в группе планирования внешней политики, специализируясь на вопросах международного контроля над вооружениями. В 1988 году работал в команде Мадлен Олбрайт, когда та являлась главным советником по внешней политике кандидата в президенты США Майкла Дукакиса. В 1991 году Бергер представил Клинтону Лейка и после назначения Лейка советником по национальной безопасности являлся его заместителем.

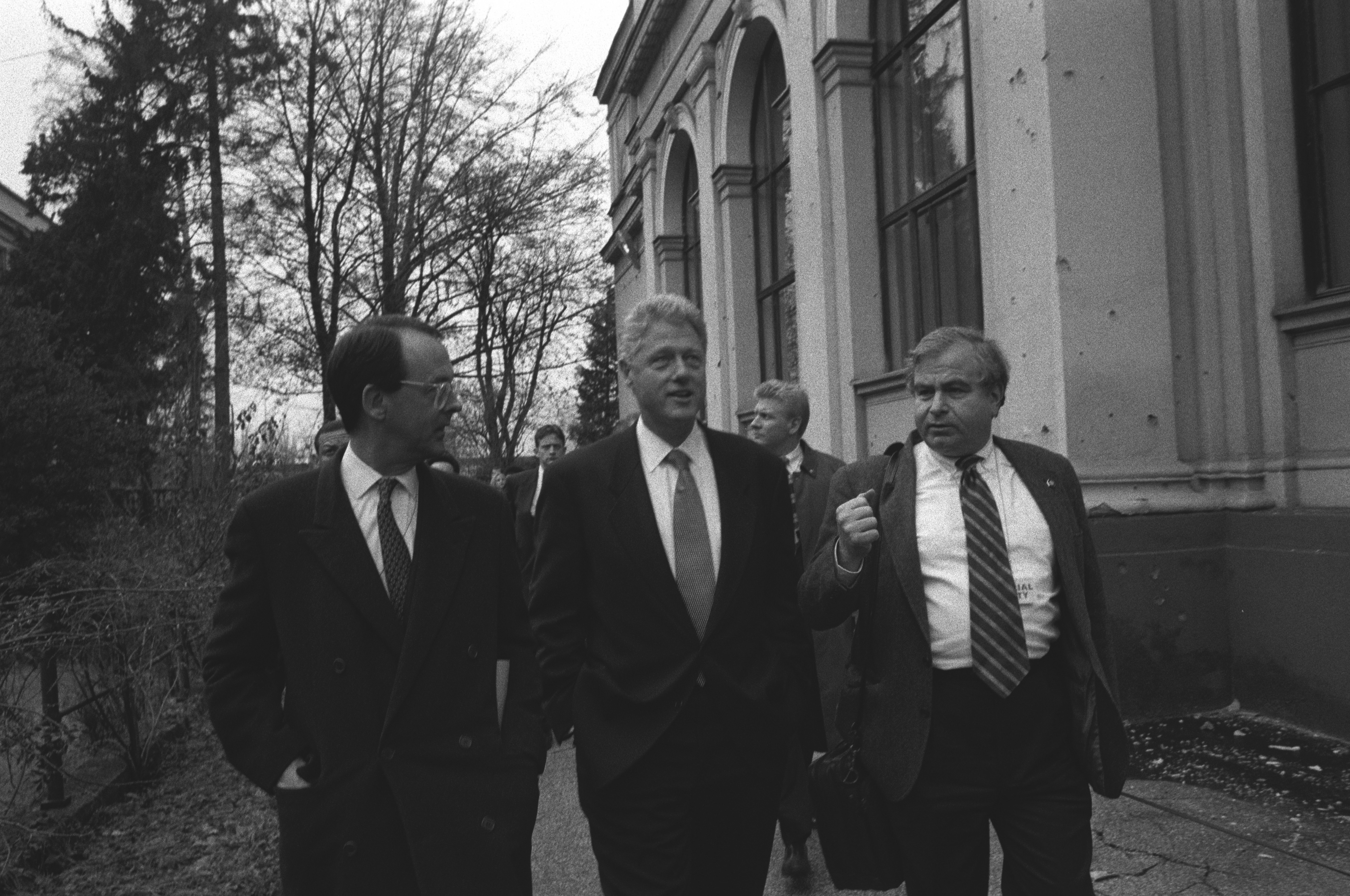
Бергер с президентом Клинтоном и главой администрации президента Боулзом у Национального музея в Сараево 22 декабря 1997 года.

14 марта 1997 года, в период начавшегося второго президентства Клинтона, Бергер занял должность советника по национальной безопасности США. Он сохранил свою приверженность идее межведомственного сотрудничества с Госдепом и Министерством обороны для повышения эффективности внешней политики, и трёхсторонние встречи Олбрайт-Бергер-Коэн (по первым буквам фамилий в английском написании этот формат называли ABC) стали постоянными, а с Мадлен Олбрайт он общался по защищённым линиям связи до 20-30 раз ежедневно. В 1998 году Бергер активно содействовал проведению через Конгресс так называемого «Акта об освобождении Ирака», поставившего целью американской политики в Ираке смену режима в этой стране и ставшего важным шагом на пути к началу Иракской войны.

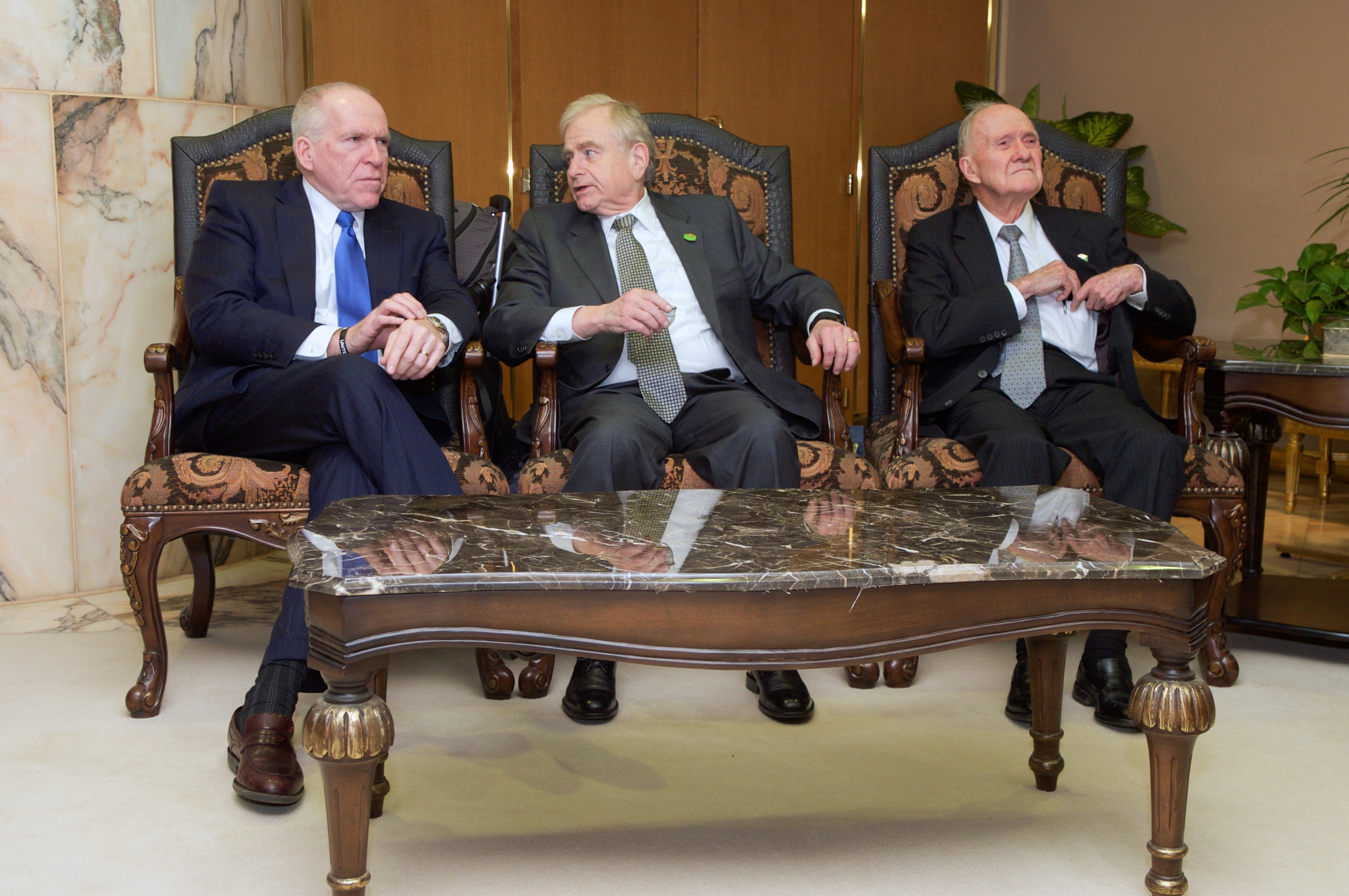
Бергер (в центре) с директором ЦРУ Бреннаном (слева) и Брентом Скоукрофтом 27 января 2015 года в аэропорту Эр-Рияда в ожидании прибытия президента США Обамы по случаю смерти короля Саудовской Аравии Абдаллы.

В январе 2001 года, в последние дни перед передачей власти администрации Буша, состоялись десять брифингов с целью передачи информации, касающейся вопросов безопасности США, команде Кондолизы Райс. Бергер мотивировал их необходимость своими воспоминаниями о событиях 1992 года, когда сотрудники Энтони Лейка не получили от своих предшественников крайне необходимых сведений. Только в одном из брифингов принял участие сам Бергер — его темой стала угроза, исходящая от террористической группировки Аль-Каида.
В 2004 году Департамент юстиции США обвинил Бергера в том, что, готовясь к выступлению перед Комиссией по расследованию причин терактов 11 сентября 2001 года (9/11 Commission), тот в 2003 году незаконно вынес из читального зала Национального архива совершенно секретные документы. В 2005 году он был признан виновным в хищении копий документов, хотя позднее появились основания считать похищенными подлинники.
Умер утром 2 декабря 2015 года в Вашингтоне, округ Колумбия. Годом ранее Бергеру был поставлен онкологический диагноз, накануне смерти он написал в письме коллегам из консалтинговой группы Albright Stonebridge Group, которой управлял вместе с Мадлен Олбрайт: «Время не на моей стороне».